# Descartes, Indre-et-Loire
Descartes je naselje in občina v osrednjem francoskem departmaju Indre-et-Loire regije Center. Leta 2009 je naselje imelo 3.817 prebivalcev.
Kraj se je prvotno imenoval La Haye en Touraine, v čast filozofu in znanstveniku Descartesu se je občina leta 1802 preimenovala v La Haye-Descartes, sedanje ime nosi od leta 1967.

## Geografija
Kraj leži v pokrajini Touraine ob reki Creuse, 57 km južno od Toursa.

## Uprava
Descartes je sedež istoimenskega kantona, v katerega so poleg njegove vključene še občine Abilly, Civray-sur-Esves, Cussay, Draché, La Celle-Saint-Avant, Marcé-sur-Esves, Neuilly-le-Brignon in Sepmes z 8.622 prebivalci.
Kanton Descartes je sestavni del okrožja Loches.

## Zanimivosti
- rojstna hiša - muzej Descartes,
- stara notredamska cerkev iz leta 1104,
- cerkev sv. Jurija iz 12., prenovljena v 15. stoletju,
- opatijska cerkev sv. Petra, Balesmes, iz 12. in 18. stoletja,
- bariera, simbol demarkacijske črte, ki je ločevala ozemlji okupirane Francije in Vichyjskega režima med drugo vetovno vojno,
- dolmen Chillou-du-Feuillet.

## Osebnosti
- René Descartes (1596-1650), filozof, matematik in fizik;

## Pobratena mesta
- Dransfeld (Spodnja Saška, Nemčija),
- Kumrovec (Hrvaška).

## Vir
1. ↑  »Populations légales 2016«. Nacionalni inštitut za statistične in gospodarske raziskave. Pridobljeno 25. aprila 2019.
2. ↑  Zgodovina kraja na uradni strani, pridobljeno 14. avgusta 2012.